# Rada gminy

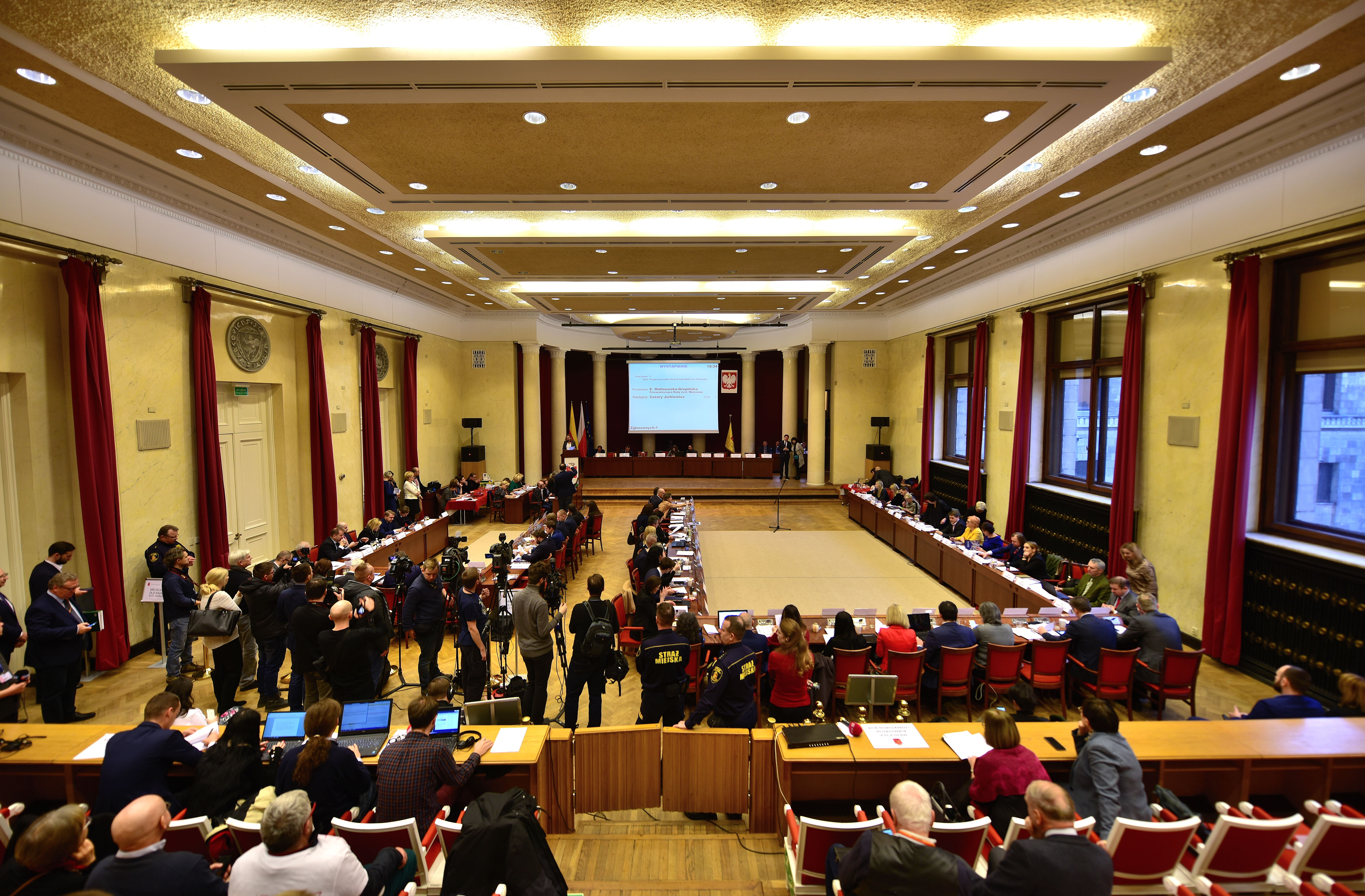
Sesja Rady m.st. Warszawy w Sali Warszawskiej w Pałacu Kultury i Nauki (2018)

Rada gminy (w gminach miejskich: rada miasta; w gminach miejsko-wiejskich: rada miejska) – organ stanowiący i kontrolny gminy. W Polsce do właściwości rady gminy należą wszystkie sprawy pozostające w zakresie działania gminy, o ile ustawy nie stanowią inaczej (domniemanie kompetencji rady).
W gminach mających do 20 000 mieszkańców rada gminy jest wybierana w jednomandatowych okręgach wyborczych, a w pozostałych (w tym miastach na prawach powiatu) stosuje się ordynację proporcjonalną.
Kadencja rady gminy trwa 5 lat, licząc od dnia wyboru (w latach 1990–2017 trwała 4 lata).
Na czele rady stoi przewodniczący oraz, w liczbie od 1 do 3, wiceprzewodniczący. Istnieje możliwość odwołania rady gminy przez wyborców.
Rozpatrywaniem skarg dotyczących zadań lub działalności danej rady gminy zajmuje się wojewoda.

## Właściwości
Do właściwości rady gminy należą wszystkie sprawy pozostające w zakresie działania gminy, o ile ustawy nie stanowią inaczej. Rada gminy ze swojego grona może powoływać stałe i doraźne komisje do określonych zadań, ustalając przedmiot działania oraz skład osobowy.
Do wyłącznej właściwości rady gminy należy:
1. uchwalanie statutu gminy
2. ustalanie wynagrodzenia wójta, stanowienie o kierunkach jego działania i przyjmowanie sprawozdań z jego działalności
3. powoływanie i odwoływanie skarbnika gminy, który jest głównym księgowym budżetu – na wniosek wójta
4. uchwalanie budżetu gminy, rozpatrywanie sprawozdania z wykonania budżetu i podejmowanie uchwały w sprawie udzielenia lub nieudzielenia absolutorium z tego tytułu
5. uchwalanie studium uwarunkowań i kierunków zagospodarowania przestrzennego gminy oraz miejscowych planów zagospodarowania przestrzennego
6. uchwalanie programów gospodarczych
7. ustalanie zakresu działania jednostek pomocniczych, zasad przekazywania im składników mienia do korzystania oraz zasad przekazywania środków budżetowych na realizację zadań przez te jednostki
8. podejmowanie uchwał w sprawach podatków i opłat w granicach określonych w odrębnych ustawach
9. podejmowanie uchwał w sprawach majątkowych gminy przekraczających zakres zwykłego zarządu i dotyczących:
  - zasad nabywania, zbywania i obciążania nieruchomości, ich wydzierżawiania lub wynajmowania na czas oznaczony dłuższy niż 3 lata lub na czas nieoznaczony, o ile ustawy szczególne nie stanowią inaczej; uchwała rady gminy jest wymagana również w przypadku, gdy po umowie zawartej na czas oznaczony do 3 lat strony zawierają kolejne umowy, których przedmiotem jest ta sama nieruchomość; do czasu określenia zasad wójt może dokonywać tych czynności wyłącznie za zgodą rady gminy
  - emitowania obligacji oraz określania zasad ich zbywania, nabywania i wykupu przez wójta
  - zaciągania długoterminowych pożyczek i kredytów
  - ustalania maksymalnej wysokości pożyczek i kredytów krótkoterminowych zaciąganych przez wójta w roku budżetowym
  - zobowiązań w zakresie podejmowania inwestycji i remontów o wartości przekraczającej granicę ustalaną corocznie przez radę gminy
  - tworzenia i przystępowania do spółek i spółdzielni oraz rozwiązywania i występowania z nich
  - określania zasad wnoszenia, cofania i zbywania udziałów i akcji przez wójta
  - tworzenia, likwidacji i reorganizacji przedsiębiorstw, zakładów i innych gminnych jednostek organizacyjnych oraz wyposażania ich w majątek
  - ustalania maksymalnej wysokości pożyczek i poręczeń udzielanych przez wójta w roku budżetowym
10. określanie wysokości sumy, do której wójt może samodzielnie zaciągać zobowiązania
11. podejmowanie uchwał w sprawie przyjęcia zadań, o których mowa w art. 8 ust. 2 i 2a ustawy z dnia 8 marca 1990 r. o samorządzie gminnym
12. podejmowanie uchwał w sprawach współdziałania z innymi gminami oraz wydzielanie na ten cel odpowiedniego majątku
13. podejmowanie uchwał w sprawach współpracy ze społecznościami lokalnymi i regionalnymi innych państw oraz przystępowania do międzynarodowych zrzeszeń społeczności lokalnych i regionalnych
14. podejmowanie uchwał w sprawach herbu gminy, nazw ulic i placów będących drogami publicznymi lub nazw dróg wewnętrznych w rozumieniu ustawy z dnia 21 marca 1985 r. o drogach publicznych (Dz.U. z 2022 r. poz. 1693), a także wznoszenia pomników
15. nadawanie honorowego obywatelstwa gminy
16. podejmowanie uchwał w sprawie zasad udzielania stypendiów dla uczniów i studentów
17. stanowienie w innych sprawach zastrzeżonych ustawami do kompetencji rady gminy.

W miastach na prawach powiatu rada miasta pełni ponadto funkcje rady powiatu. Należy zauważyć, że komisja bezpieczeństwa i porządku nie jest jej komisją.
Rada gminy wybiera wójta bezwzględną większością głosów w obecności przynajmniej połowy radnych, jeżeli w wyborach zgłoszono jednego kandydata i ten nie zdobył więcej niż połowy głosów albo jeśli nie zgłoszono kandydatów na ten urząd.

## Liczba radnych
W skład rady wchodzą radni w liczbie:
- 15 w gminach do 20 000 mieszkańców
- 21 w gminach do 50 000 mieszkańców
- 23 w gminach do 100 000 mieszkańców
- 25 w gminach do 200 000 mieszkańców

oraz po trzech na każde dalsze rozpoczęte 100 000 mieszkańców, nie więcej jednak niż czterdziestu pięciu radnych. Wyjątkowo w Warszawie radnych jest 60.

## Nazewnictwo
Ustawa mówi, że jeżeli siedziba rady gminy znajduje się w mieście położonym na terytorium tej gminy, rada nosi nazwę rady miejskiej – przykłady: Rada Miejska w Łodzi, Rada Miejska w Kłodzku.
W obowiązującej do końca 2010 Instrukcji kancelaryjnej dla organów gmin i związków międzygminnych Prezes Rady Ministrów przyjął, że w odniesieniu do gmin wiejskich używany będzie zwrot rada gminy, w gminach miejsko-wiejskich rada miejska (z użyciem „w”), a w gminach miejskich rada miasta – przykłady: Rada Gminy Kłodzko, Rada Miejska w Krotoszynie, Rada Miasta Krakowa.

## Odwołanie
Zgodnie z ustawą z dnia 15 września 2000 roku o referendum lokalnym dopuszcza się odwołanie organu stanowiącego gminy na wniosek co najmniej 10% uprawnionych mieszkańców gminy w drodze referendum lokalnego. 
Aby referendum w sprawie odwołania rady gminy było ważne, musi w nim wziąć udział nie mniej niż 3/5 liczby biorących udział w wyborze rady gminy.
Możliwe jest odwołanie rady gminy przez Sejm, na wniosek Prezesa Rady Ministrów, jeżeli rada dopuści się powtarzającego się naruszenia Konstytucji lub ustaw. W przypadku rozwiązania rady gminy, Prezes Rady Ministrów na wniosek ministra właściwego do spraw administracji publicznej wyznacza osobę, która będzie pełniła jej funkcję do czasu jej ponownego wyboru.

## Podstawa prawna
Status rady gminy reguluje ustawa z dnia 8 marca 1990 o samorządzie gminnym.

## Historia
Po odzyskaniu przez Polskę niepodległości rady gminne utworzono (inicjalnie na terenie byłego Królestwa Polskiego) 13 grudnia 1918, natomiast dekret o samorządzie miejskim, wchodzący w życie 22 lutego 1919, określił działania gmin miejskich.